# Ścinawka Średnia
Ścinawka Średnia (niem. Mittelsteine) – wieś w Polsce, położona w województwie dolnośląskim, w powiecie kłodzkim, w gminie Radków.
W latach 1973–1976 wieś była siedzibą gminy Ścinawka Średnia. W latach 1975–1998 wieś administracyjnie należała do województwa wałbrzyskiego.

## Integralne części wsi
| SIMC    | Nazwa      | Rodzaj     |
| ------- | ---------- | ---------- |
| 0992214 | Bieganówek | przysiółek |
| 0992220 | Księżno    | osada      |

## Historia
Ścinawka Średnia powstała w XIII w. przy popularnym szlaku handlowym do Czech i Jeleniej Góry przez Kamienną Górę. W 1590 dwór dolny kupił  Henryk von Stillfried Starszy (1519–1615), który w 1596 sprzedał dobra panu Otto von Ratschin und Arnsdorf (zm. 1601), synowi Jerzego, który w 1575 był właścicielem dworu „Ratschin“ w Gorzanowie. Majątkiem po jego śmierci do 1612 zarządzała wdowa Elizabeth von Schindel i syn. Rodzina Ratschin  w wojnie trzydziestoletniej poparła wojska duńskie, za co ich majątki w 1622 zostały skonfiskowane. W XVIII w. własność ziemska uległa rozdrobnieniu i poszczególne fragmenty miejscowości znajdowały się w różnych rękach, między innymi część wsi należała do jezuitów z Kłodzka. W drugiej połowie XIX w. kiedy w  1879 r. to zbudowano linię kolejową z Kłodzka do Nowej Rudy, wieś się rozwinęła. W 1902 r. kiedy przez miejscowość przeprowadzono linię Kolei Sowiogórskiej powstało tu kilka zakładów przemysłowych, między innymi elektrownia, przędzalnia bawełny i wytwórnia skrzynek. W czasie II wojny światowej w Ścinawce Średniej znajdowała się filia obozu koncentracyjnego Groß-Rosen.

## Demografia
Według Narodowego Spisu Powszechnego (III 2011 r.) mieszkało tu 2198 osób. Jest największą miejscowością gminy Radków.

## Rolnictwo
W miejscowości działało Państwowe Gospodarstwo Rolne – Państwowe Przedsiębiorstwo Hodowlane Ścinawka. W roku 1993 po przekształceniu funkcjonuje jako Gospodarstwo Rolne Skarbu Państwa Ścinawka Średnia.

## Zabytki
Według rejestru zabytków Narodowego Instytutu Dziedzictwa na listę zabytków wpisane są obiekty:
- kościół św. Marii Magdaleny w Ścinawce Średniej, parafialny z XIV w., przebudowany w 1738 r.,
- kościół Bożego Ciała w Ścinawce Średniej, filialny z 1517 roku, przebudowany w XVIII wieku,
- zespół pałacowy[15] prepozytury oo. jezuitów (ul. Wojska Polskiego 13-15-17) z końca XVII wieku, przebudowywany w 1788 i 1925 r.,
  - pałac
  - cztery domy mieszkalne
  - spichrz, obecnie kaplica
  - pawilon ujęcia wody
  - park
- park „Bieganówek”, powstały po 1920 r.,
- wieża mieszkalna - Zamek Kapitanowo, z pierwszej połowy XVI wieku i XVII wieku, wkomponowana w bryłę gotycko-renesansowego dworu obronnego.

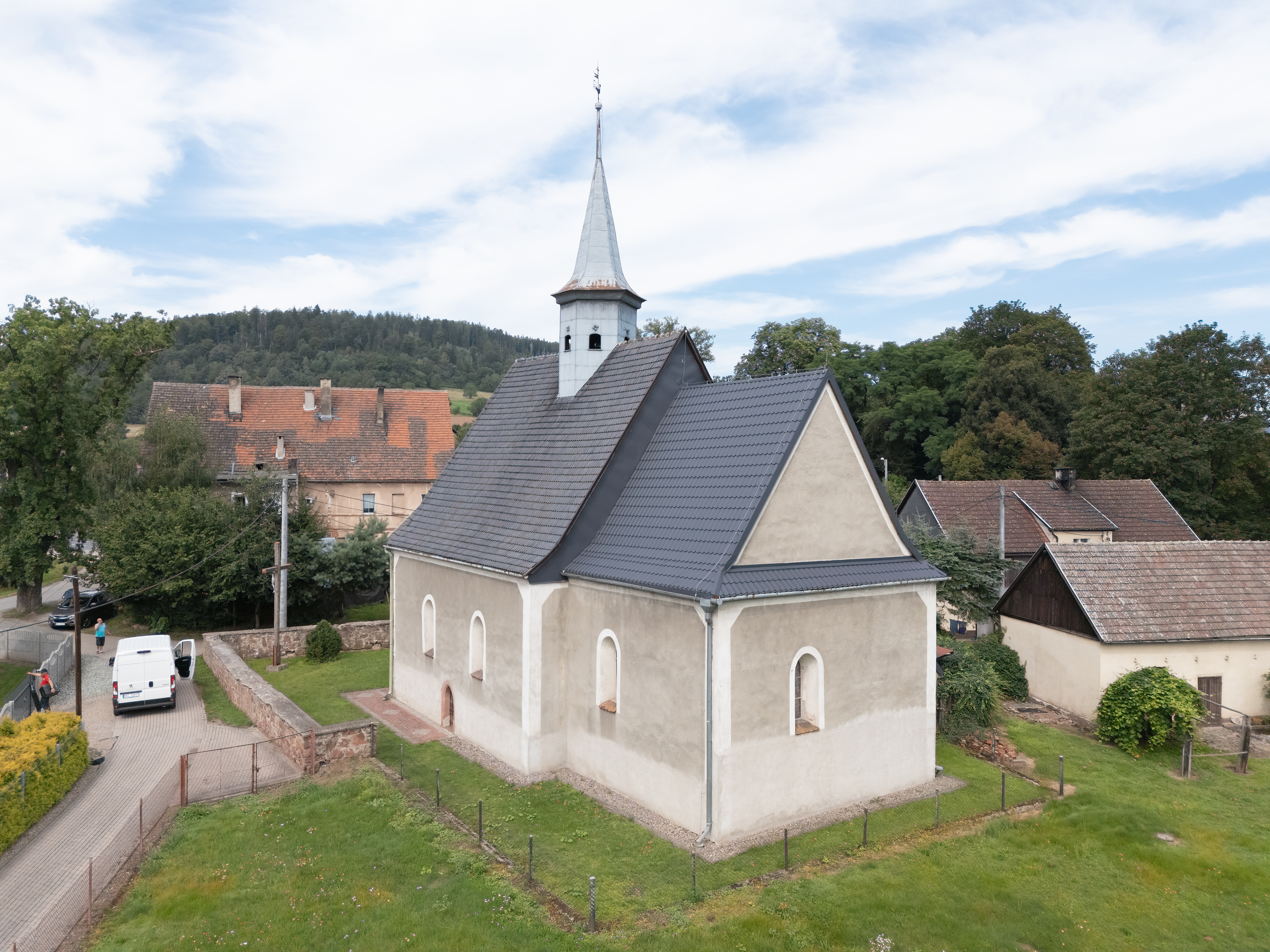
Kościół Bożego Ciała
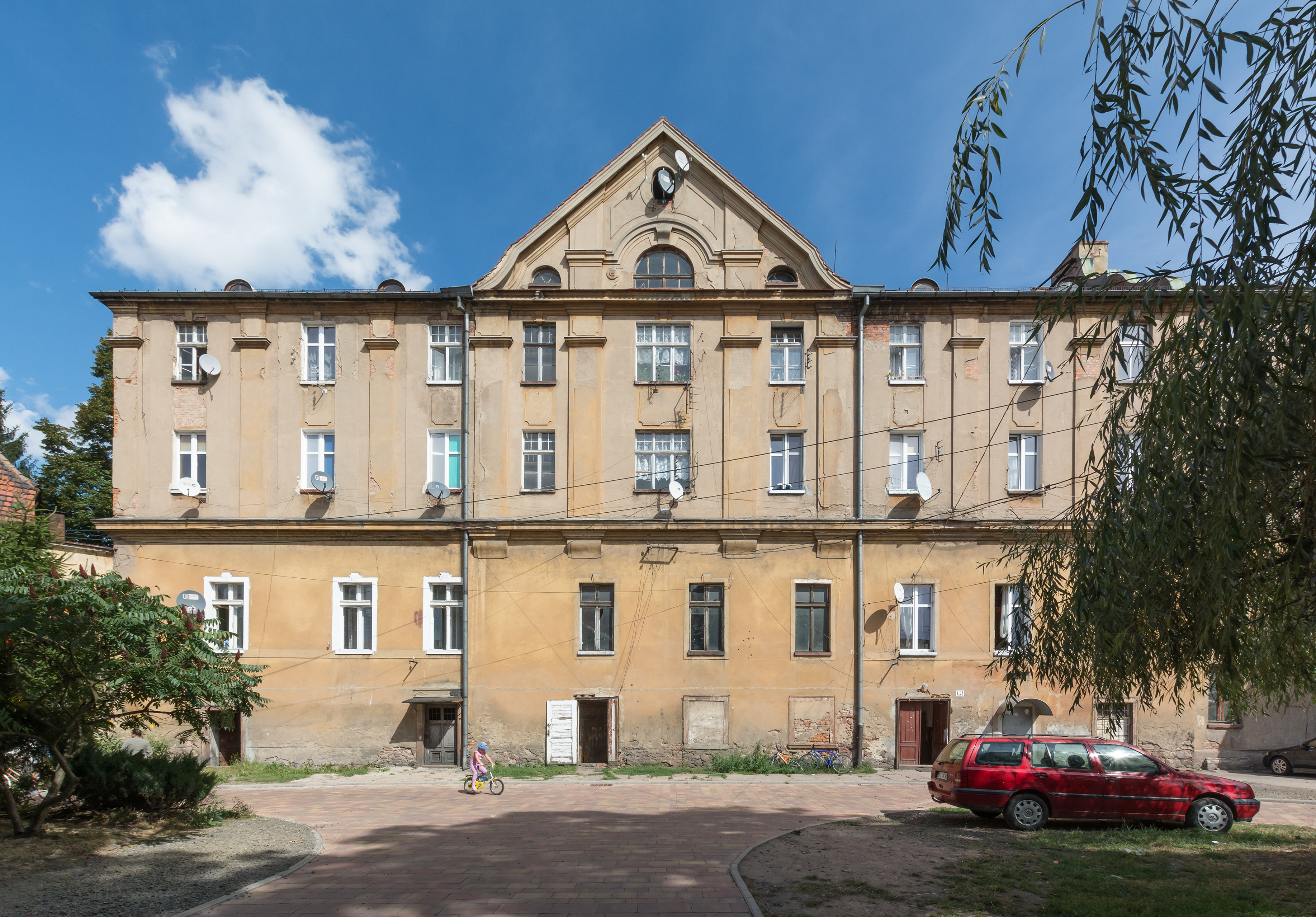
Pałac w Ścinawce Średniej
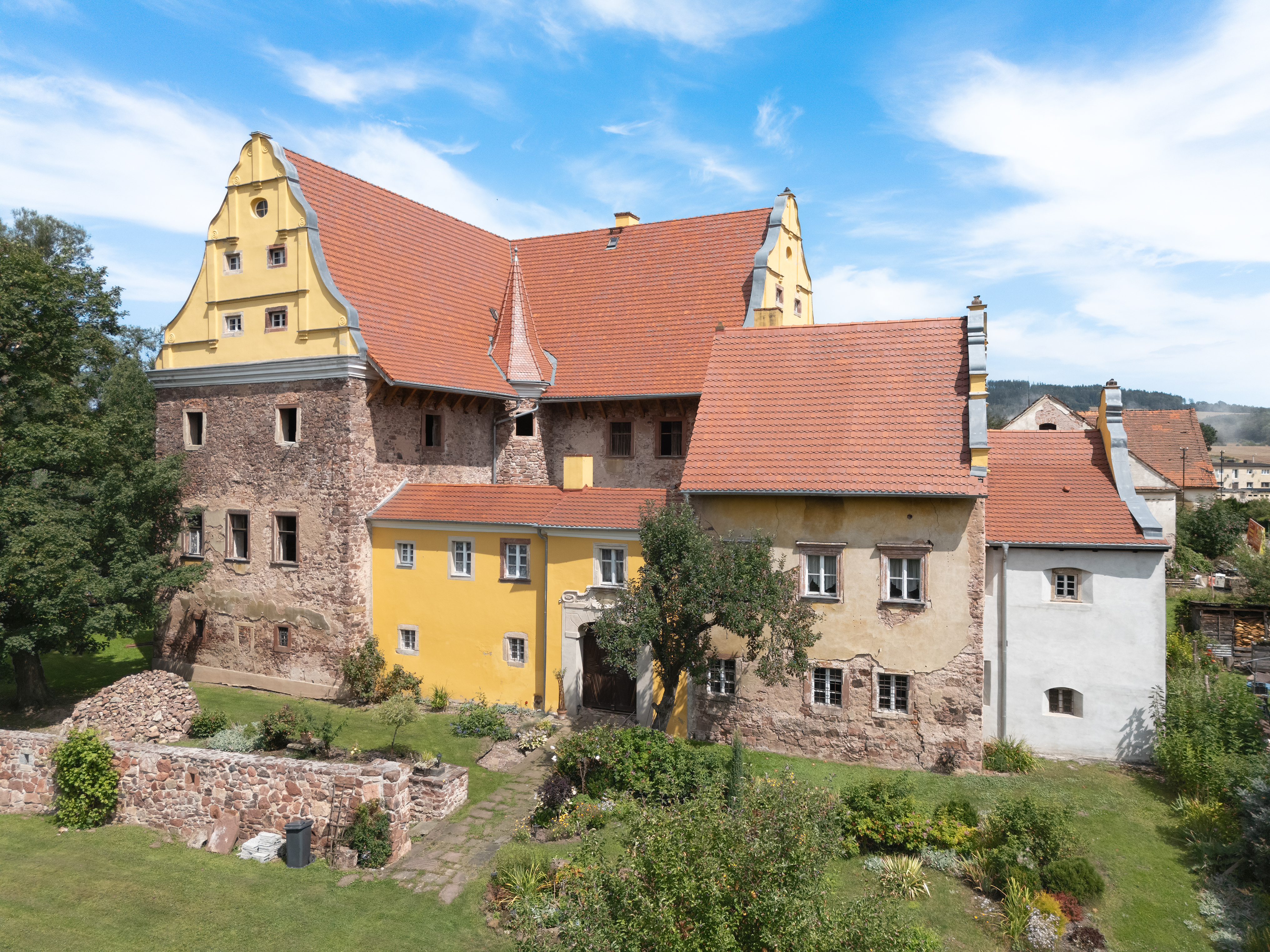
Zamek Kapitanowo
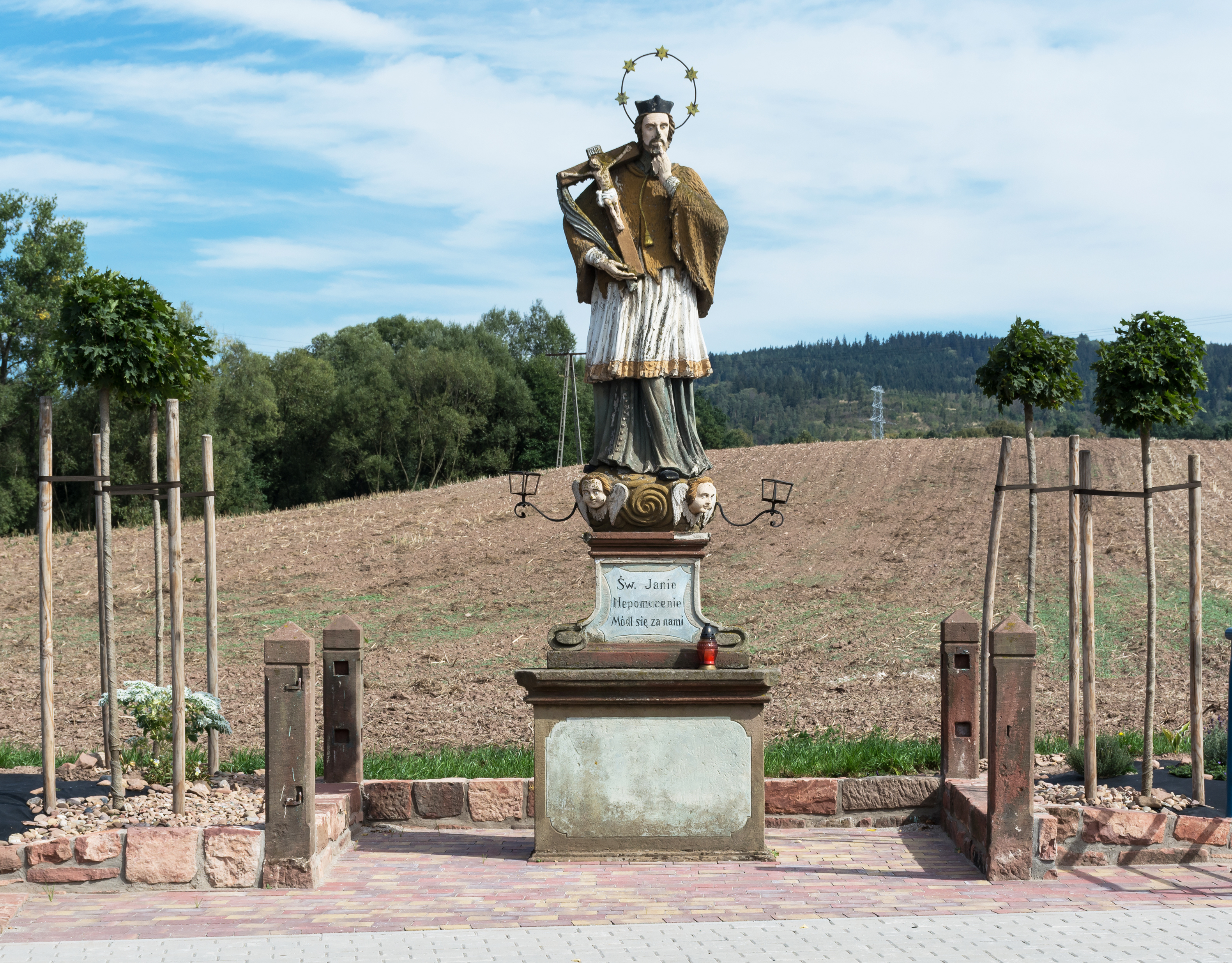
Posąg św. Jana Nepomucena
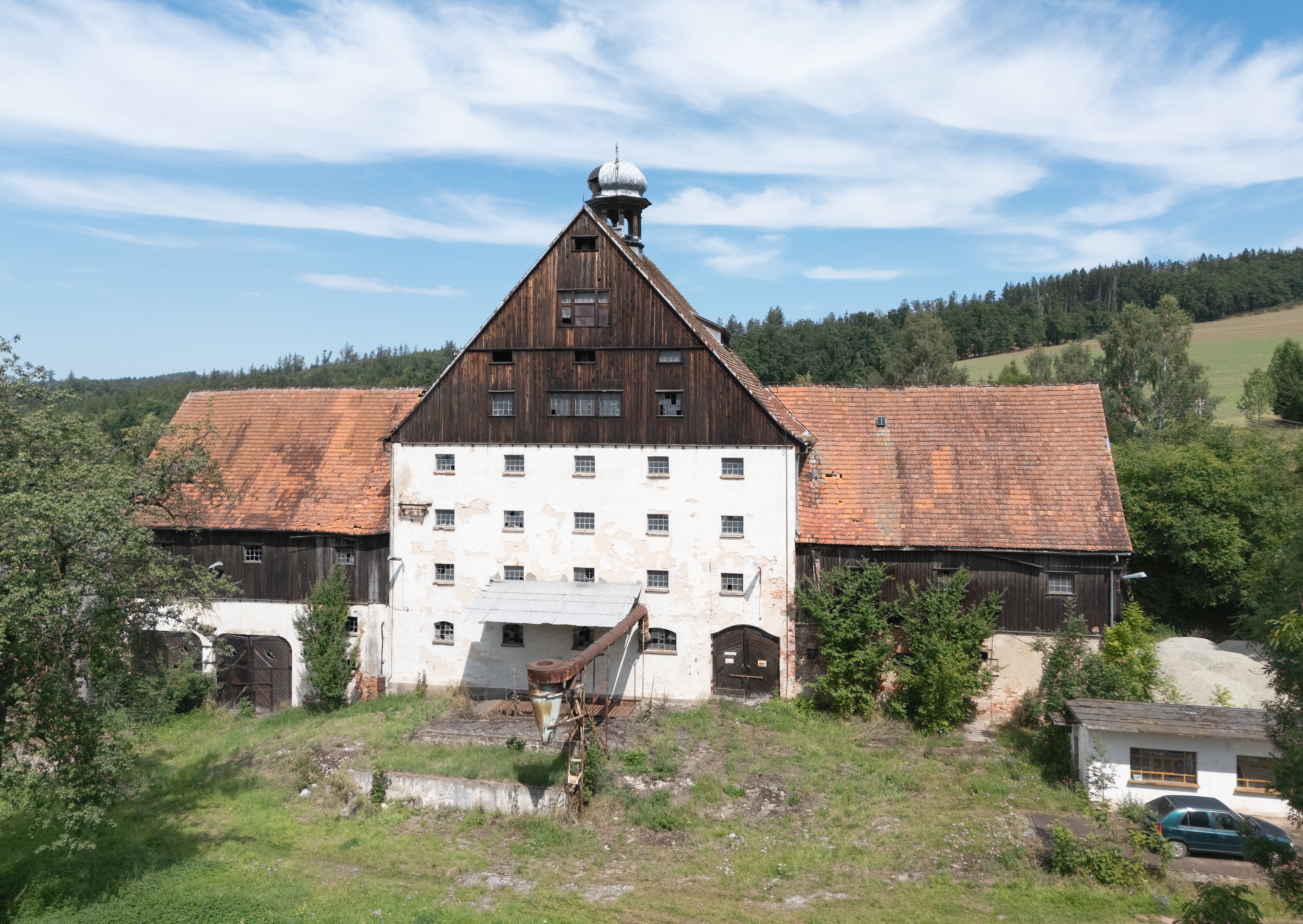
Dawny dwór jezuitów w Księżnie
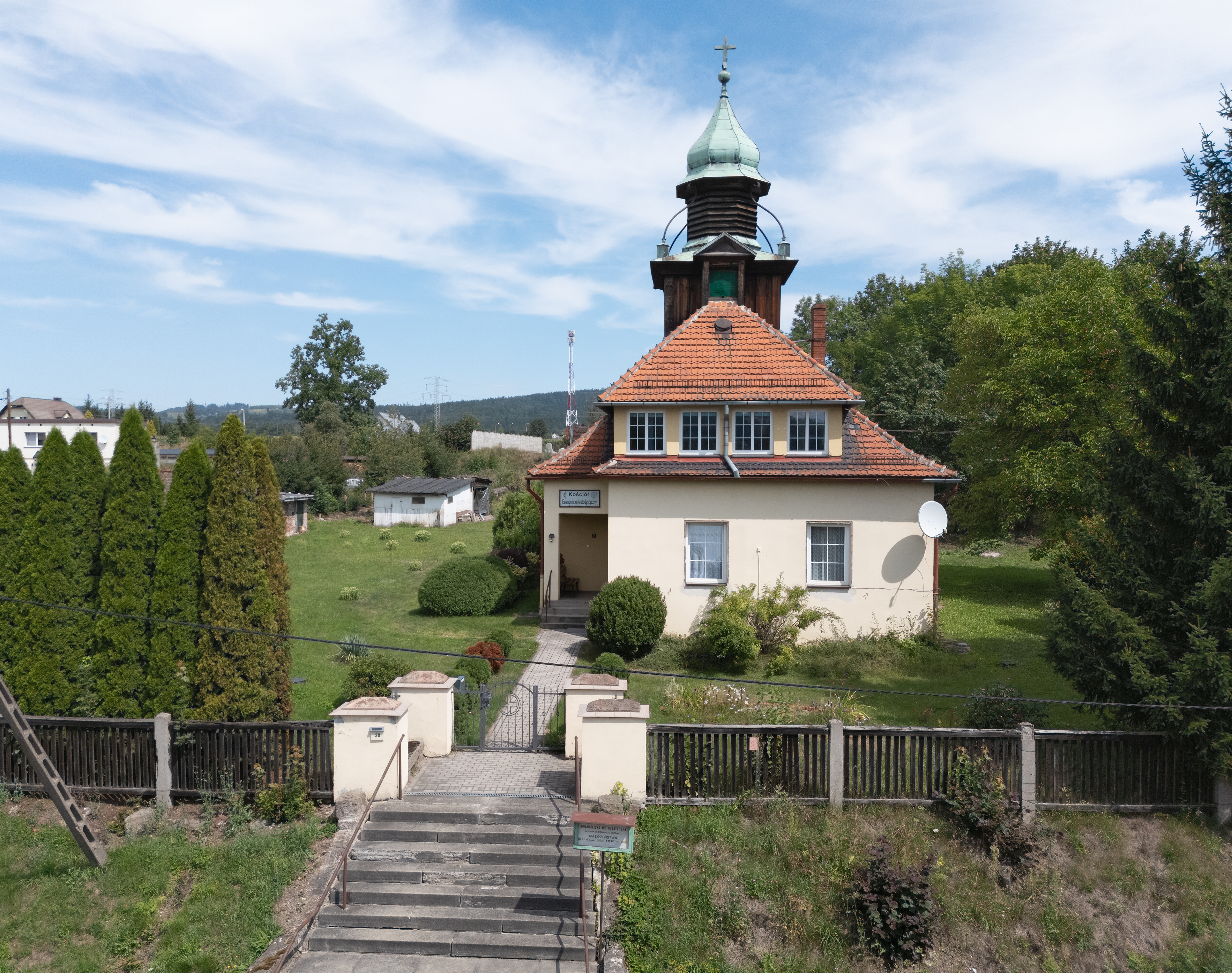
Kościół ewangelicko-metodystyczny

## Transport
W Ścinawce Średniej krzyżują się drogi wojewódzkie nr 386 oraz 387.
Stacja kolejowa Ścinawka Średnia stanowi węzeł dla czterech linii kolejowych.
Kolej żelazna dotarła do Ścinawki 15 października 1879 r., wraz z otwarciem przedostatniego Śląskiej Kolei Górskiej, której część stanowi dzisiejsza linia kolejowa Kłodzko - Wałbrzych. Trasa jest czynna w ruchu towarowym i pasażerskim: przewozy prowadzą Koleje Dolnośląskie.
W latach 1900–1902 główną, państwową linię przecięła prywatna, lokalna kolej dojazdowa, zwana Koleją Sowiogórską (na odcinku Dzierżoniów – Dzikowiec) i Koleją Stołowogórską (na odcinku Dzikowiec – Radków). Linia została częściowo rozebrana jeszcze przed II wojną światową – pozostawiono bocznicę do stacji Nowa Ruda Słupiec. Istniejące od 1903 r. połączenie kolejowe Radkowa ze Ścinawką Średnią zostało w 1987 r. zawieszone. We wrześniu 1999 r. tory w kierunku Radkowa rozebrano.
W 2010 r. odbudowano inną, uprzednio rozebraną w latach 90. XX wieku linię towarową ze Ścinawki Średniej do Tłumaczowa. Bocznicę odbudowano śladem dawnej transgranicznej linii kolejowej do Otovic, którą doprowadzono do Ścinawki w 1889 r.

## Religia
Na terenie wsi działalność duszpasterską prowadzą następujące kościoły:
- Kościół rzymskokatolicki, parafia św. Marii Magdaleny
- Kościół Ewangelicko-Metodystyczny, parafia w Ścinawce Średniej

## Związani ze Ścinawką
- Alois Bartsch (1902–1982), niemiecki nauczyciel, pisarz, dokumentalista ziemi kłodzkiej,
- Adam Bałabuch (ur. 1961), polski duchowny katolicki, biskup świdnicki,
- Dorota Idzi (ur. 1966), polska pięcioboistka, medalistka mistrzostw świata, Europy oraz Polski.

## Szlaki turystyczne
- czerwony – Główny Szlak Sudecki: Przełęcz Srebrna – Słupiec – Kościelec – Ścinawka Średnia – Wambierzyce – Skalne Grzyby – Karłów

## Ciekawostki
- Na stacji kolejowej kręcone były sceny do filmu Jana Jakuba Kolskiego Afonia i pszczoły[27].
- W kościele parafialnym kręcone były sceny do teledysku utworu „Fire & Forgive” (ang. ogień i wybaczenie) niemieckiego zespołu Powerwolf[28].